# Made in England (álbum)
Made in England (en español: Hecho en Inglaterra) es el nombre del 24º. álbum de estudio grabado por el cantautor británico Elton John, Fue lanzado al mercado por las compañías discográficas The Rocked Record Company e Island Records el 20 de marzo de 1995 en el Reino Unido y un día después en los Estados Unidos.
El álbum fue producido por John con Greg Penny, y fue grabado en los AIR Studios londinenses, propiedad de George Martin, contando con el propio Martin como arreglista de vientos y cuerdas en el tema "Latitude".
El disco se caracteriza por un aspecto casi extraño, en este caso los títulos de cada canción (excepto el segundo) solo se limita a una palabra. 
Según fuentes casi conocidas, este disco se encuentra actualmente descatalogado, pero es posible escucharlo en Spotify y descargarlo a través de iTunes.

## Lista de canciones
Autor Elton John & Bernie Taupin
1. "Believe" – 4:57
2. "Made in England" – 5:10
3. "House" – 4:30
4. "Cold" – 5:40
5. "Pain" – 3:50
6. "Belfast" – 6:32
7. "Latitude" – 3:34
8. "Please" – 3:53
9. "Man" – 5:16
10. "Lies" – 4:27
11. "Blessed" – 5:01